# 地海傳說
《地海战记》（日語：ゲド戦記）是吉卜力工作室出品、宮崎吾朗編導，在2006年7月29日上映的日本動畫電影，改編自娥蘇拉·勒瑰恩（Ursula Kroeber Le Guin）的小說《地海》系列的《地海巫師》、《地海彼岸》、《地海孤雛》。故事講述英拉德的王子亞刃在地海世界的冒險旅程。
其中電影的日文原名指整個《地海》小說系列，中文譯名「地海戰記」是故意加後綴以區別原著小說名稱。本作同時是宮崎吾朗首部發表的電影作品。這部電影獲得的整體評價不一且趨向負面，媒體與評論家主要稱讚流暢的動畫，但批評改編內容和原作的故事大相逕庭、故事情節和主角動機刻畫單調，成為吉卜力工作室當時在知名影視評論網站爛番茄和Metacritic評分最低的作品，直至2021年才被同為宮崎吾朗執導的《安雅與魔女》超越，迄今是吉卜力工作室在這兩個評論網站第二低分的作品。

## 劇情簡介
在很久以前在地海世界，龍族與人類曾為一體，當時人類選擇陸地與海洋跟隨魔法為生，而渴望自由的龍族選擇火與風，因為兩個種族的選擇讓世界的平衡不會受到崩壞，直至平衡的的界線卻因不明的力量遭到破壞，一場毀滅性的災難即將在地海世界中爆發。
某天，在海上滑著船槳的帆船船員們目睹兩頭龍(白龍與黑龍)在雲上相鬥，激烈的戰鬥中白龍被黑龍給咬殺意味著凶兆的來臨。由於英拉德各地一直傳來不詳的災難加上聽到白龍與黑龍互相殘殺的消息，讓英拉德的國王十分繁忙無暇顧及王子亞刃失蹤的事。國王身旁的巫師魯特表示龍族與人類為了生存分別選擇陸地、海洋、火與風來為生，然而這個平衡因不明原因正逐漸減弱面臨崩毀的危機。國王在黑暗的王宮走廊上遭到亞刃的行刺連同劍也被奪走，亞刃行刺他的父親後直接逃離王宮。另一方面，大法師雀鷹為了找回世界的平衡界線被崩毀的原因而四處踏上旅程，他在沙漠中幫助亞刃遠離一群狼族的攻擊，兩人一同踏上旅途前往霍特鎮中。
在霍特鎮中，亞刃從人口販子的手中解救一位名叫瑟魯的少女卻激怒人口販子的首領狡兔，因此他被挾持連同劍則被扔到海灘。雀鷹施法將亞刃給救出來並帶他到自己的老友恬娜（和瑟魯一起生活的婦女）所經營的農場。另一方面，狡兔因雀鷹的介入損失奴隸商貨差點被法師蜘蛛給處決，法師蜘蛛在聽到狡兔的口中得知是雀鷹解放奴隸的行為，因此他下令狡兔不管怎麼樣要把雀鷹給帶過來。在恬娜的農場中雀鷹告訴亞刃說出自己正在尋找恢復平衡的解方(他也告訴過恬娜)，起初瑟魯對亞刃產生敵意認為他是一位不會珍惜生命的人，後來亞刃從恬娜的口中得知瑟魯曾經遭遇被她的雙親給遺棄的過去才知道真相，另一方面雀鷹繼續在霍特鎮調查的期間向攤商買回亞刃的劍並且得知蜘蛛的行走消息，他在回程的途中發現蜘蛛的公館城堡。與此同時，亞刃看到瑟魯在草原上唱出一首悲傷與淒涼的歌曲後默默的流下眼淚，之後他向瑟魯坦言自己親手手刃他父親的實情並表示感到有個未知的黑影跟隨著自己，因此他決定離開不讓瑟魯給牽扯進來，亞刃離開農場後為了逃離追逐自己的黑影而陷入沼澤以致昏迷。
另一方面，狡兔將瑟魯給綁起來並將恬娜擄走在蜘蛛的公館地牢深處藉此將雀鷹引過來，蜘蛛在沼澤發現亞刃並將他帶到自己的城堡，他勸誘亞刃揭示他的真名「黎白南」打算藉此操縱他來獲得不死能力。瑟魯脫逃後告訴回來農場的雀鷹有關恬娜被捉走、亞刃離開農場的消息，雀鷹在把亞刃的劍交給瑟魯後便動身前往救出恬娜的同時找回亞刃，雀鷹擺脫狡兔與其部下的追擊後找到蜘蛛與他產生對峙。雀鷹要求蜘蛛放走恬娜不成後質問蜘蛛為何他依然活著的理由，蜘蛛跟雀鷹透露出自己雖然被他打敗卻依然想要打開通往生死間的大門，讓自己獲得永垂不朽的生命，但是雀鷹告誡蜘蛛如果他這麼做將會破壞世界的平衡，就算他拒絕生命的循環就等於是拒絕活在世界上，令蜘蛛讓亞刃跟雀鷹產生互相開始對打，雖然雀鷹讓亞刃擺脫蜘蛛的控制但被狡兔給捉住並且關入地牢中。
後來，瑟魯等不到雀鷹的消息感到很擔心決定前往公館一探究竟，她發現一直追隨亞刃的黑影其實是亞刃心中的光明面，光明面的亞刃告訴瑟魯有關雀鷹和恬娜被囚禁起來，而真實的自己落入蜘蛛的手上的實情，光明面的亞刃告訴瑟魯要她去整救真實的自己然後引導真實的自己面對生命循環的恐懼，他在消失前並且向瑟魯透露出自己的真名。瑟魯聽到亞刃的真名後決定動身找到亞刃並且救回雀鷹和恬娜。瑟魯進到蜘蛛的城堡後得知雀鷹要被處決的消息，因此她在閣樓找到亞刃哀求他去救雀鷹和恬娜，但是亞刃不願意幫助瑟魯的忙，瑟魯悲痛的告訴亞刃即使他能夠擁有永垂不朽的生命，但是繼續活在失去重要之人的世界上就沒有意義。她告訴亞刃自己是因為獲得恬娜的協助依然存活下去，因此擁有重要之人的陪伴活著就有繼續活著意義，瑟魯給亞刃帶來希望的同時並且將自己的真名「恬哈弩」讓他不在感到迷網。
之後亞刃和瑟魯動身營救雀鷹和恬娜，亞刃拔劍擊退狡兔與其部下，他也在蜘蛛的法術下拔出他父親的劍後迅速擊敗蜘蛛迅速衰老的同時救下雀鷹和恬娜。蜘蛛變成衰老的模樣令恬娜感到震措不已，雀鷹告訴恬娜說出蜘蛛為了永生不死濫用魔法來生存也讓瑟魯批評蜘蛛居然會貪生怕死，這使蜘蛛感到震怒不已。他挾持瑟魯來到樓頂迫使亞刃追擊自己時打算用最後的魔力來勒斃瑟魯，但瑟魯依然生還現出自己的真實原形即擁有永恆生命的「黑龍」用火焰來制裁企圖擁有永垂不朽的生命的蜘蛛的同時帶著亞刃飛離逐漸倒塌的城堡。
雀鷹和恬娜離開蜘蛛的城堡，而亞刃和化為黑龍的瑟魯則是降落在草原上，亞刃在瑟魯變回人類後向她表示他會回英拉德為自己的行為做些懺悔並且約好會再與她再次見面。兩人與雀鷹、恬娜重逢後共度快樂的時光，之後雀鷹與亞刃出發前往英拉德並向恬娜與瑟魯道別，瑟魯送走雀鷹與亞刃後抬頭看見她許多的龍族同胞在天空中飛行，龍族的回來象徵著世界已經逐漸恢復平衡。

## 登場角色
- 亞刃（Arren）

本片男主角，為英拉德島的王子，因恐懼心中的「黑影」行刺他的父親並離開宮廷四處流浪，試圖擺脫追隨自己心中的「黑影」的路途中巧遇法師雀鷹，自此跟隨雀鷹踏上旅程。
個人真名為「黎白南」（Lebannen），在原作小說裡另有「山梨樹」的意思。
- 雀鷹（Sparrowhawk）

本片次男主角，是一位探索地海世界均衡失常、而踏上旅程的大法師。
個人真名為「格得」（Ged）。
左臉頰上的傷痕在原作小說的設定是年少時期的雀鷹因對自己的力量過於自信、在召喚亡靈時被意外喚出的「黑影」所擊傷留下的傷痕。
- 瑟魯（Therru）

本片女主角，是一名被火燒傷臉頰的少女，與農莊婦人恬娜共居。由於曾被自己的雙親給施虐的不幸過去，因而對陌生人抱持著敵意與警戒心。在片尾變成一隻掌握永恆生命的「黑龍」。
個人真名為「恬哈弩」（Tehanu），在原作小說有「燃燒」的意思。
- 恬娜（Tenar）

本片次女主角，雀鷹的舊識(老友)，為農莊裡一名收留瑟魯的婦女，能製作簡單的醫治藥物。
原作小說裡年輕時被峨團島上的教徒灌輸要勝任為峨團陵墓（Tombs of Atuan）女祭司的使命，後被雀鷹所救逃離。
- 蜘蛛

本片反派角色，曾敗在雀鷹的手上，妄想得到不死的生命、濫用魔法為生的邪惡巫師。
為原作小說角色的「喀布」（Cob），動畫版更名為蜘蛛。
- 狡兔

蜘蛛的手下，欺弱懼強的人口販子的首領。
為原作小說角色的「賀爾」（Hare），動畫版更名為狡兔。

## 製作

### 經緯
最初在原作小說作者娥蘇拉·勒瑰恩完成《地海彼岸》後一段時間裡，為《地海》系列忠實書迷的宮崎駿曾向娥蘇拉提出詢問；是否願意同意將此作品改編成動畫，當時娥蘇拉因對宮崎駿的作品風格尚不了解而拒絕。
後續因娥蘇拉觀賞幾部宮崎駿的動畫認同了對方的能力，便在吉卜力製作《霍爾的移動城堡》期間裡，向吉卜力送出願意讓宮崎駿將《地海》系列改編成動畫的訊息。
當時吉卜力的動畫製作人鈴木敏夫為了《地海》系列改編動畫一事成立了一個小組進行討論，之後鈴木敏夫考量到吉卜力的宮崎駿、高畑勳兩名核心導演的年齡；並想讓工作室的年輕人一個機會，便提拔當時身為該討論小組成員之一、同為宮崎駿長子的宮崎吾朗。
因吾朗先前尚無任何動畫及電影製作經驗，因此此決定頗受部分影迷們的爭議。宮崎吾朗在監督日誌中表示，父親宮崎駿曾大力反對他執導此片，並為此在家中進行家族會議。
後來宮崎駿雖漸漸默認吾朗擔任導演一事，但製作期間父子倆避不見面。在2005年年底則發生過宮崎駿向鈴木敏夫提出將吾朗撤換導演的要求（當時宮崎駿擬定了一個以年老的雀鷹為主題的故事情節），並曾赴美與作者娥蘇拉見面，向對方表示由吾朗所繪製的「亞刃與龍面對面」模樣的《地海戰記》海報，不是正確表達出《地海》的方式。

### 作品取材
起初動畫版以改編《地海》系列第一集《地海巫師》為主、約90分左右長度的內容。之後宮崎吾朗對此企劃結果有所疑慮，便將《地海》系列小說再徹底閱讀一遍後，決定以第三集《地海彼岸》為基礎，並額外添加《地海巫師》、《地海孤雛》等其它集數裡頭的設定。
而宮崎駿於1983年受《地海》系列影響而發表創作的漫畫《修那之旅》，作品中的人設及場景事物也被逆向作為動畫《地海戰記》的參考題材。

### 修改情節
- 追隨的黑影

動畫：外型與亞刃相同、如影子般追隨亞刃的東西，但實際上為從亞刃內心裡分離出的光明面。
原作：為雀鷹年輕時與人賭氣，相信自己有招喚亡靈的能力而意外喚出的東西。後續雀鷹得知黑影即為自己的黑暗面。
- 亞刃的描寫

動畫：恐懼跟隨自己的「黑影」、害怕會死的英拉德島的王子。
原作：遠從家鄉英拉德島到存在魔法學園的「柔克島」上、向各巫師回報世界上力量已失衡訊息的王子。之後被雀鷹挑選為尋找世上力量失衡旅程的夥伴，且協助雀鷹從死者之地中脫離，並成為地海世界的新任國王。成年後與胡珥胡島（Hur-at-Hur）的公主結為夫婦。
- 瑟魯的描寫

動畫：約15歲左右的少女，左臉頰有被親生父母用火焰給施虐受到燙傷的痕跡。
原作：約8歲左右的女孩，曾被親生父母給親手推向火燄施虐導致自身右臉頰、右眼珠因被火燒傷已全毀，右手臂也因燒傷僅剩下一隻手指能動。聲帶因被濃煙嗆傷僅能發出低沉的聲音。成年後受亞刃的請求前去協助人類與龍族之間紛爭的會談。
- 狡兔的描寫

動畫：為蜘蛛的下屬，軍人的模樣。
原作：曾為某海盜集團所屬的天候巫師，因喪失法力而被海盜首領一怒之下斬去右手。
- 亞刃刺殺他的父親的橋段

動畫：由製作人鈴木敏夫提議的點子。為鈴木敏夫將現今一些青年行為所作的影射。
原作： 無此內容。
- 世界力量失衡事端的解決

動畫：亞刃以武力、及與瑟魯聯手擊敗崩壞世界平衡的蜘蛛後結束。
原作：由雀鷹在死者存在的異界中耗盡他的所有法力封住喀布隨意開啟的生死之門後暫時落幕。

### 聲演
| 配音 | 配音                 | 配音                | 配音                                                                               | 角色                             |
| 日本 | 台灣                 | 香港                | 美國                                                                               | 角色                             |
| --- | -------------------- | ------------------- | ---------------------------------------------------------------------------------- | -------------------------------- |
| 岡田准一 | 孫國卿               | 張繼聰              | 馬特·萊文                                                                          | 亞刃（アレン（レバンネン））     |
| 手嶌葵 | 雷碧文               | 郭碧珍 李穎思（唱） | 布萊兒·雷斯卡緹歐                                                                  | 瑟魯（テルー（テハヌー））       |
| 菅原文太 | 康殿宏               | 周志輝              | 蒂莫西·道尔顿                                                                      | 雀鷹（ハイタカ（ゲド））         |
| 風吹純 | 陳季霞               | 邵美君              | 瑪莉絲卡·哈吉塔                                                                    | 恬娜（テナー）                   |
| 田中裕子 | 劉傑                 | 謝月美              | 威廉·達佛                                                                          | 蜘蛛（クモ）                     |
| 香川照之 | 李香生               | 李建良              | 切奇·马林                                                                          | 狡兔（ウサギ）                   |
| 小林薰 | 洪明                 | 龔國強              | 布萊恩·喬治                                                                        | 國王（国王）                     |
| 夏川結衣 | 李直平               | 杜雯惠              | 蘇姍妮·布拉克利                                                                    | 王妃（王妃）                     |
| 倍賞美津子 | 崔幗夫               | 蘇青鳳              | 卡特·克雷斯達                                                                      | 商店女主人（女主人）             |
| 内藤剛志 | 孫中台               | 黃文偉              |                                                                                    | 迷幻草販子（ハジア売り）         |
| 飯沼慧 | 佟紹宗               | 李忠強              |                                                                                    | 老法師（ルート）                 |
| 梅沢昌代 神野三鈴 |                      |                     |                                                                                    | 奧巴二人組（2人組のオバさん）    |
| 加瀨康之 | 曹冀魯               | 李鎮洲              |                                                                                    | 航船老闆（船に乗っていた風の司） |
| 阪脩 |                      |                     |                                                                                    | 國王的助手（国王の家臣）         |
| 八十川真由野 | 陳季霞               | 潘芳芳              |                                                                                    | 皇宮的女僕（王宮の侍女）         |
| 西凜太朗 | 夏治世               | 陳旭恆              |                                                                                    | 狡兔的手下（ウサギの部下）       |
| 白鳥哲 寶龜克壽 | 康殿宏 夏治世 孫德成 | 黃文偉 陳楚鍵       |                                                                                    | 船員（船員）                     |
| 池田勝 鵜澤秀行 田村勝彦 斎藤志郎 廣田高志 清水明彦 佐藤淳 中村悠一 杉山大 加藤英美里 木川絵理子 藤堂陽子 渡邊智美 田中宏樹 関輝雄 高橋耕次郎 田中明生 櫻井章喜 鍛治直人 西岡野人 上川路啓志 植田真介 佐藤麻衣子 |                      |                     | 傑夫·布內特 史蒂夫·克拉馬爾 大衛·羅基 崔絲·馬可尼利 凯文·迈克尔·理查森 傑斯·哈爾尼 | 不明（役不明）                   |

### 工作人員
- 原作：娥蘇拉·勒瑰恩（《地海》系列）
- 導演：宮崎吾朗
- 製作人：鈴木敏夫
- 原案：宮崎駿（修那之旅）
- 編劇：宮崎吾朗、丹羽圭子
- 繪分鏡：宮崎吾朗、山下明彥
- 作畫指導：山下明彥、稻村武志
- 副作畫指導：山形厚史
- 美術指導：武重洋二
- 美術：高松洋平、大森崇
- 原畫：大橋實、橫田匡史、廣田俊輔、佐藤雅子、今野史枝
- 動畫：三浦智子、石角安砂美、檜垣惠
- 動畫檢查：館野仁美、中邊利惠
- 色彩設計：保田道世
- 數位畫面：片塰滿則
- 攝影：奧井敦
- 音樂：寺嶋民哉
- 錄音指導：若林和弘
- 整音：高木創
- 效果：笠松廣司
- 剪輯：瀨山武司
- 演出助手：清川良介、居村健治
- 後期製作：稻城和實
- 贊助商：朝日飲料
- 製作工作室：吉卜力工作室
- 作進行：齋藤純也、石井朋也、伊藤鄉平、仲澤慎太郎、橋本綾
- 協力：高井真一
- 特別協力： Lewson、讀賣新聞
- 配給：東寶

## 主題曲
- 片中插曲：《瑟魯之歌》（テルーのうた）

演唱：手嶌葵　作詞：宮崎吾朗　作曲：谷山浩子　編曲：寺嶋民哉
- - 台灣版：《愛的回答》

演唱：辛曉琪　作詞：易家揚　作曲：谷山浩子　編曲：Terence Teo
- 主題曲：《時之歌》（時の歌）

演唱：手嶌葵　作詞：新居昭乃、宮崎吾朗 作曲：新居昭乃、保刈久明　編曲：寺嶋民哉

### 作品文宣
- 正視看不見的事物（見えぬものこそ。）──糸井重里提供。
- 過去人和龍曾是一體的（かつて人と竜はひとつだった。）

## 反應

### 日本國內
宮崎駿起初於試映會觀賞此片約一小時便離席（但於影片結束時返回場內），並在慶功宴上託保田道世女士（負責本作之色彩指定）傳話：「很樸實的做法，很好。」
作品上映後則在日本各週刊「文藝春秋」、「Premiere」、「電影旬報」等多受到不佳的回應。社會學者宮台真司也對於劇中讓不夠格的主角負擔守護世界的重責大任、並將原著改得全然不同的地方有著批判。
動畫導演押井守則認為「首次擔任導演這種事畢竟也不是說做就能做的，打個及格分數也無不妥」。

### 日本海外
宮崎吾朗和鈴木製片為了將成品給勒瑰恩女士鑑賞，他們於2006年8月6日訪美，讓她於8月7日觀看電影。事後吾朗尋問勒瑰恩女士是否滿意時，勒瑰恩簡評：「是的，它並不是我的書。它是你（宮崎吾朗）的電影。它是部好電影。」（Yes, It is not my book, It is your movie; It is a good movie.）但後來她於她的官方網站發表了更長的評論，表示對本電影裡淪落使用武力來解決紛爭的安排、以及未能對追隨亞刃的黑影有個清楚的解釋感覺失望。（英文、中譯（页面存档备份，存于））
《地海戰記》後續於第63屆威尼斯影展上映。當初被要求在競選部門出品，但因為許多原因，最後它以特別招待的作品參加該影展。而在影展上映後，當地對本作品的評價不一；雖然有褒有貶，但大多是負面的評價。「其單調的風格和缺乏創造性的畫面放棄了孕育於在現實上成立的奇幻想像」、「雖然動畫十分流暢，並有著精緻的角色設計，但吾朗的電影並沒有到達其父親電影的高度創造性和編織故事性的藝術。當然，拿父親的作品來當年輕人處女作比較的對象，是有點不公平」「地海戰記老實說不容易讓人了解劇情，宮崎一姓所背負的，是沉重的包袱。」等。
韓國於2006年8月10日開始上映，於全國展開不錯的成績。香港及澳門在2006年10月26日上映，但其評價不一。臺灣於2007年2月14日上映。於約50餘國上映；不過，在原作者娥蘇拉·勒瑰恩的母國美國，本作因為曾被Sci-Fi Channel（科幻頻道）改編成電視連續劇，因合約的關係本作品之影像版權尚在該電視台到2009年才完結，所以本電影在該國在2010年才上映。
在知名影視匯總評論網站爛番茄上，《地海戰記》獲得40%的新鮮度（16條好評，24條差評），平均得分5.2/10，觀眾好評度46%，均分3.2/5。Metacritic則依據11條評論（2條好評、8條褒貶不一、1條差評），獲得加權平均分數47分（滿分100）分，代表「褒貶不一或中庸」，其在爛番茄和Metacritic維持吉卜力工作室歷年作品的低分記錄，直至後來才被平均總分46分的《安雅與魔女》超過。

### 獲得獎項
正面
- 2007年第30屆日本電影金像獎最佳動畫片獎（入圍）

負面
- 2006年第3屆文藝春秋金酸莓獎：差勁電影第1名、年度最差導演[33]
- 2006年第3屆報知金酸莓獎：差勁作品獎
- 2006年《電影藝術》雜誌：年度最爛電影第1名

## 電影原聲帶
| 曲目                      | 創作                                                                          |
| ------------------------- | ----------------------------------------------------------------------------- |
| 1.異變～龍（）            | 作曲：寺嶋民哉                                                                |
| 2.黃昏的徵兆（）          | 作曲：寺嶋民哉                                                                |
| 3.隼鷹～逃亡者（）        | 作曲：寺嶋民哉                                                                |
| 4.旅途（）                | 作曲：寺嶋民哉                                                                |
| 5.街（）                  | 作曲：寺嶋民哉                                                                |
| 6.迷惘～被追逐的人（）    | 作曲：寺嶋民哉                                                                |
| 7.軛（）                  | 作曲：寺嶋民哉                                                                |
| 8.前往原野（）            | 作曲：寺嶋民哉                                                                |
| 9.蜘蛛（）                | 作曲：寺嶋民哉                                                                |
| 10.大地之人（）           | 作曲：寺嶋民哉                                                                |
| 11.荊棘與傷心～壞人（）   | 作曲：寺嶋民哉                                                                |
| 12.追憶～老店主的忠告（） | 作曲：寺嶋民哉                                                                |
| 13.瑟魯之歌（）           | 作詞：宮崎吾朗 作曲：谷山浩子 演唱：手嶌葵                                    |
| 14.別離～黑影的恐怖（）   | 作曲：寺嶋民哉                                                                |
| 15.強奪～不死的誘惑（）   | 作曲：寺嶋民哉                                                                |
| 16.急行～對峙（）         | 作曲：寺嶋民哉                                                                |
| 17.光與影（）             | 作曲：寺嶋民哉                                                                |
| 18.真名～覺醒（）         | 作曲：寺嶋民哉                                                                |
| 19.死的詛咒～瘋狂（）     | 作曲：寺嶋民哉                                                                |
| 20.生命之火（）           | 作曲：寺嶋民哉                                                                |
| 21.開始與結束～時之歌（） | 作詞：新居朝乃．宮崎吾朗 作曲：新居朝乃、保刈久明 編曲：寺嶋民哉 演唱：手嶌葵 |

## 相關項目
- 地海六部曲(港譯《地海傳說》；中譯《地海傳奇》) - 本作之原著小說。
- 克勞德·洛蘭 - 背景美術參考了他的作風。

## 資料來源
1. ↑  2006年初上映76.9億，加上2020年因新冠疫情於6月26日重映的1.5億。
2. . 亚马逊中国.   [2013-04-26]. （原始内容存档于2013-07-10）.
3. . 新加坡国家图书馆.   [2013-04-26].[永久]
4. ↑  . Walkerplus.   [2013年7月21日]. （原始内容存档于2013年6月4日） （日语）.
5. 1 2  . 爛番茄. 2023-03-07  [2023-03-07]. （原始内容存档于2023-03-07）.
6. 1 2 3  . Metacritic. 2021-02-05  [2023-03-06]. （原始内容存档于2023-03-06） （英语）.
7. ↑  地海彼岸：53頁
8. ↑  地海巫師：95頁
9. ↑  地海巫師：102頁
10. ↑  ：93頁
11. 1 2  ：92頁
12. 1 2  .   [2006年8月31日]. （原始内容存档于2011年7月17日） （英语）.
13. 1 2  樂在工作：177頁
14. ↑   [鈴木敏夫談《地海戰記》]. 讀賣新聞. 2005年12月26日  [2014年11月3日]. （原始内容存档于2006年1月2日） （日语）.
15. ↑  .   [2006年8月2日]. （原始内容存档于2017年8月3日） （日语）.
16. ↑  ：105頁
17. ↑  2006年節目；鈴木敏夫的訪談
18. 1 2  ：99頁
19. ↑  ：84頁
20. ↑  地海奇風：270頁
21. ↑  地海孤雛：53頁
22. ↑  地海奇風：121頁
23. ↑  地海彼岸：74頁
24. ↑  ：115頁
25. ↑  地海彼岸：275頁
26. ↑  .   [2006年8月2日]. （原始内容存档于2006年7月20日） （日语）.
27. ↑  鈴木敏夫廣播節目：汗流浹背的吉卜力第7集
28. ↑  .   [2006年8月10日]. （原始内容存档于2006年8月13日） （日语）.
29. ↑  .   [2006-12-26]. （原始内容存档于2016-03-08）.
30. ↑  .   [2006-12-26]. （原始内容存档于2007-09-28）.
31. ↑  . 爛番茄.   [2023-03-07]. （原始内容存档于2015-08-13） （英语）.
32. ↑  . Metacritic.   [2023-03-07]. （原始内容存档于2022-05-16） （英语）.
33. ↑  . Anime News Network. 2007-01-05  [英文]. （原始内容存档于2007-10-21）.